# Jaroslav Košnar
Jaroslav Košnar (17 agosto 1930 – 21 aprile 1985) è stato un calciatore cecoslovacco, di ruolo attaccante.

## Statistiche

### Cronologia presenze e reti in Nazionale
| Cronologia completa delle presenze e delle reti in nazionale ― Cecoslovacchia | Cronologia completa delle presenze e delle reti in nazionale ― Cecoslovacchia | Cronologia completa delle presenze e delle reti in nazionale ― Cecoslovacchia | Cronologia completa delle presenze e delle reti in nazionale ― Cecoslovacchia | Cronologia completa delle presenze e delle reti in nazionale ― Cecoslovacchia | Cronologia completa delle presenze e delle reti in nazionale ― Cecoslovacchia | Cronologia completa delle presenze e delle reti in nazionale ― Cecoslovacchia | Cronologia completa delle presenze e delle reti in nazionale ― Cecoslovacchia |
| Data                                                                          | Città                                                                         | In casa                                                                       | Risultato                                                                     | Ospiti                                                                        | Competizione                                                                  | Reti                                                                          | Note                                                                          |
| ----------------------------------------------------------------------------- | ----------------------------------------------------------------------------- | ----------------------------------------------------------------------------- | ----------------------------------------------------------------------------- | ----------------------------------------------------------------------------- | ----------------------------------------------------------------------------- | ----------------------------------------------------------------------------- | ----------------------------------------------------------------------------- |
| 08/11/1953                                                                    | Bratislava                                                                    | Cecoslovacchia                                                                | 0 – 0                                                                         | Bulgaria                                                                      | Qual. Mondiali 1954                                                           | -                                                                             |                                                                               |
| 24/10/1954                                                                    | Budapest                                                                      | Ungheria                                                                      | 4 – 1                                                                         | Cecoslovacchia                                                                | Amichevole                                                                    | -                                                                             |                                                                               |
| Totale                                                                        |                                                                               | Presenze                                                                      | 2                                                                             |                                                                               | Reti                                                                          | 0                                                                             |                                                                               |